# Sacha Schapiro
Pour les articles homonymes, voir Schapiro.
Ne doit pas être confondu avec Alexandre Schapiro.
Alexandre Schapiro dit Sacha Schapiro, connu aussi sous la fausse identité d’Alexandre Tanaroff ou sous les noms de plume de Sacha Piotr ou Sacha Peter, né le 11 octobre 1889 ou le 6 août 1890 à Novozybkov (Gouvernement de Tchernigov, Empire russe) et mort en 14 août 1942 à Auschwitz, est un libertaire ukrainien.
Après une dizaine d'années passées dans les prisons tsaristes, il est libéré grâce aux événements de 1917.
Il participe à la guerre civile russe, combattant dans un groupe anarchiste tout à la fois les armées blanches et l'armée rouge du nouveau pouvoir bolchevique.
En 1921, il fuit la Russie soviétique, vit successivement à Paris et à Berlin où il fréquente le mouvement anarchiste international et croise Nestor Makhno, Buenaventura Durruti ou Sébastien Faure.
Il participe à la révolution sociale espagnole de 1936 et revient en France en 1939, lors de la retirada.
En 1942, après avoir été interné par le régime de Vichy il fait partie du convoi numéro 19 qui part de Drancy le 14 août en direction du camp d'extermination d'Auschwitz où il meurt exécuté.
Il est le père du mathématicien Alexandre Grothendieck.

## Jeunesse
Né dans une famille de la classe moyenne juive d’Ukraine, Alexandre Schapiro s’en éloigne, en 1904, dès ses quatorze ans pour adhérer à un groupe anarchiste, engagement passionné qui marque toute sa vie.
Il participe à la Révolution russe de 1905.

## Prisons tsaristes
Deux ans plus tard, il est arrêté avec d’autres membres de son groupe et échappe à la peine de mort, en raison de son jeune âge, pour être condamné à la prison à vie. Il est incarcéré à Moscou, avant d'être transféré à Iaroslavl (Gouvernement de Iaroslavl), où les conditions de vie sont ne sont pas aussi mauvaises et où il est incarcéré pendant une dizaine d'années.
En 1909, lors d'une de ses nombreuses tentatives d'évasion, il est blessé au bras gauche, qui doit être amputé. Il tente vainement de se suicider. En 1914, il est placé à l'isolement pendant un an.
Libéré à la faveur des événements de 1917 et il est fêté comme un héros.
Il est alors proche de l'individualiste libertaire Lev Tcherny (exécuté par la Tchéka en 1921) et de Maria Nikiforova (fusillée en 1919 à Sébastopol par les armées blanches).
Il rencontre sa première femme, Rachel Shapiro, avec qui il a un fils prénommé Dodek.
Jusqu'en 1921, il combat en Ukraine, à la tête d’un groupe autonome de partisans anarchistes lié à l'Armée révolutionnaire insurrectionnelle ukrainienne de Nestor Makhno.

## Exils à Paris et Berlin
En 1921, poursuivi par les bolcheviques, il fuit à Minsk, où il rencontre Alexandre Berkman qui lui fournit de l'argent pour franchir la frontière russo-polonaise avec des faux papiers, sous l'identité de Alexandre Tanarov. Il devient apatride pour le reste de sa vie.
Il séjourne successivement à Paris, en Belgique puis à Berlin, où il gagne sa vie comme photographe de rue.
À Paris, il fréquente le romancier Sholem Asch et le peintre et journaliste Aron Brzezinski, qui réalise un buste en bronze de Sacha.
Il a des contacts occasionnels avec Nestor Makhno et le cercle des exilés anarchistes russes.
En mai 1924, il est parmi les fondateurs de l’Œuvre internationale des éditions anarchistes (où il représente le mouvement libertaire russe) avec entre autres Sébastien Faure, Ugo Fedeli, Séverin Ferandel et Isaak Gurfinkiel (Walecki).
En 1924 et 1925, il collabore à la Revue internationale anarchiste, « revue mensuelle polyglotte » (en fait trilingue), où il publie au moins deux articles sous le nom de Sacha Peter.
En 1925, il est hébergé à Fontenay-sous-Bois chez l'anarchiste italien Onofrio Gilioli. En 1936, il réside toujours dans cette commune où il est revenu s'installer.
En 1926, il rejoint Berlin, où il est très actif sous le nom de Sacha Piotr (ou Sascha Pjotr).
Il fréquente les milieux libertaires russes autour de Alexandre Berkman, se lie avec l'écrivain libertaire Theodor Plievier qui lui consacre une nouvelle, Stienka Rasin publiée en 1927.
En 1928, il se lie d'amitié avec Buenaventura Durruti et Francisco Ascaso. Il rencontre également l'anarchiste italien Francesco Ghezzi (mort dans un camp de concentration soviétique en Sibérie en 1942).
À Berlin, il rencontre Johanna Grothendieck (ou Hanka Grothendieck). Elle est née dans une famille de la classe moyenne à Hambourg. Elle travaille comme journaliste pour le journal progressiste Der Pranger (Le Pilori). Elle est sympathisante de mouvement libertaire où elle rencontre Sacha.
En 1933, après l’arrivée de Hitler au pouvoir, il quitte Berlin pour Fontenay-sous-Bois, où il est rejoint, en décembre, par Hanka. Ils laissent en Allemagne leurs enfants : une fille de Hanka et leur fils Alexander Grothendieck.

## Révolution espagnole

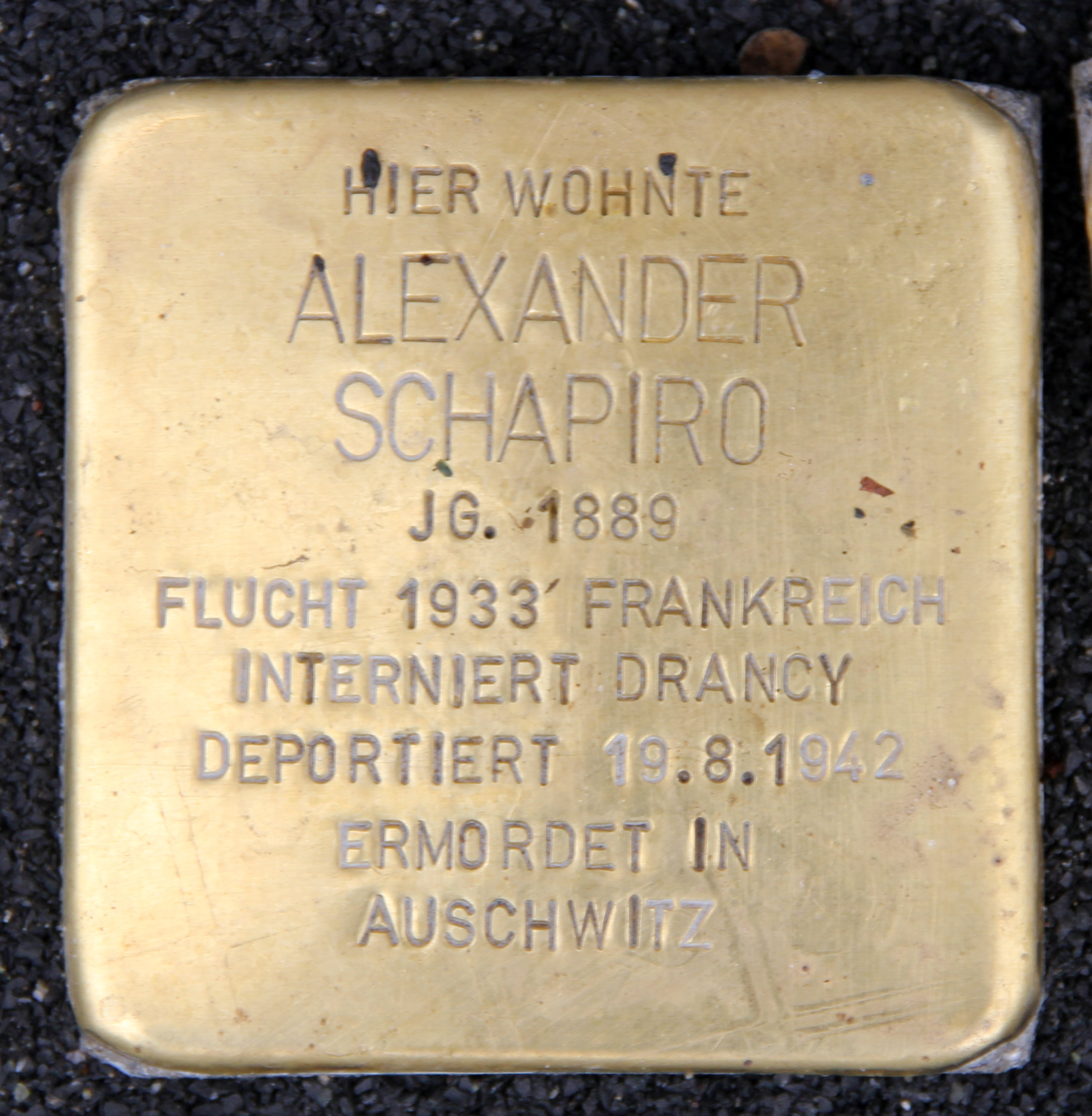
Stolperstein d'Alexander Schapiro.

À l'annonce du déclenchement de la révolution sociale espagnole de 1936, le couple part en Espagne, à Barcelone. Ils sont aux côtés des anarcho-syndicalistes de la Confédération nationale du travail et de la Fédération anarchiste ibérique.
En 1937, sous le nom de Sacha Pietra, lors d’une assemblée de volontaires étrangers, il déclare : « Moi je ne suis pas milicien, mais j'ai été en Russie où j'ai vécu la Révolution et j'ai pu remarquer la façon dont on s'est débarrassé des anarchistes là-bas ».
Rentré en France, lors de la retirada de février 1939, il s'établit à nouveau en région parisienne où il est hébergé par la famille de Julien Malbet.
En mai, ils récupèrent leur fils Alexandre Grothendieck laissé en Allemagne en 1933, aux bons soins d'une famille amie.
En septembre, ils se rendent tous les trois à Nîmes où ils font les vendanges. Hanka, réfugiée politique, est employée comme « domestique » par le commissaire de la ville.

## Déportation et mort à Auschwitz

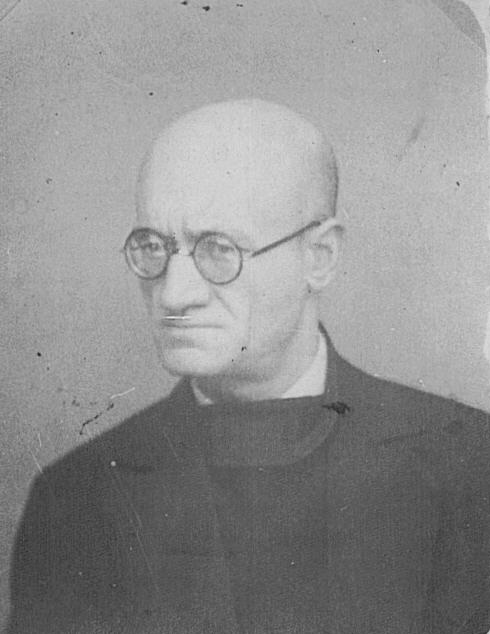
Sacha (Sascha) Schapiro avant 1942.

Le 29 octobre 1939, le commissariat central de Nîmes dresse une liste de quatorze Espagnols et d'un « réfugié russe », « anarchiste », « désignés pour être internés au camp de concentration du Vernet Ariège ».
Le 31 octobre 1939, il est interné au Camp du Vernet d'Ariège (ouvert en février), où (un jour) May Picqueray, venu visiter le militant italien Fernando Gualdi, le rencontre et parvient à lui donner de la nourriture, bien qu’il soit dans la section des punis. Il sera transféré les 16 juin 1941 vers le camp de Noé (Haute-Garonne) avant d'être transféré à Drancy.
Sa compagne Hanka et leur fils sont internés au Camp de Rieucros (ouvert en janvier 1939), puis, parviennent à se cacher dans les Cévennes pendant l'Occupation.
Sacha Piotr est arrêté par la Gestapo (qui aurait alors saisi une valise contenant de nombreux documents sur l’histoire du mouvement Makhnoviste).
Le 14 août 1942, sous le nom de Alexander Tanaroff, il est l'un des 991 déportés du convoi numéro 19, le premier à transporter des enfants de moins de 10 ans, parti du Camp de Drancy vers Auschwitz. 875 d'entre eux sont gazés dès leur arrivée au camp.

## Postérité
Sa compagne, Hanka, qui survit à la guerre et s’est installée près de Montpellier (Hérault) a écrit une nouvelle inédite Eine Frau sur leur vie à Berlin. Elle est décédée en 1957 des suites d’une tuberculose contractée au camp de concentration.
Leur fils Alexander Grothendieck (1928-2014), considéré comme l'un des plus grands mathématiciens du XXe siècle, a consacré plusieurs pages à son père.
Parlant de Sacha dans Récoltes et Semailles, son fils précise : « [...] mon identification à mon père, dans mon enfance, n’a pas été marquée par le conflit [...] en aucun moment de mon enfance, je n’ai ni craint ni envié mon père, tout en lui vouant un amour sans réserve. Cette relation-là, la plus profonde peut-être qui ait marqué ma vie (sans même que je m’en rende compte avant cette méditation [...]), qui dans mon enfance a été comme la relation à un autre moi-même à la fois fort et bienveillant - cette relation n’a pas été marquée par le sceau de la division et du conflit. » ; et plus loin : « Les valeurs dominantes dans la personne de chacun de mes parents, tant ma mère que mon père, étaient des valeurs yang : volonté, intelligence (au sens : puissance intellectuelle), contrôle de soi, ascendant sur autrui, intransigeance, "Konsequenz" (qui signifie, en allemand, cohérence extrême dans (ou avec) ses options, idéologiques notamment), "idéalisme" au niveau politique comme pratique. ».

### Notices
- Ressource relative à la vie publique :   - Maitron
- Notices d'autorité :   - VIAF
  - IdRef
- Dictionnaire des anarchistes, « Le Maitron » : TANAROFF Alexander.
- Dictionnaire international des militants anarchistes : PIOTR, Sacha.
- (en) Libcom : Sacha Piotr.
- (en) The Daily Bleed : Alexander Shapiro.
- (en) The Central Database of Shoah Victims' Names : Alexandre Tanaroff.